# Сюртуков, Юрий Борисович
Ю́рий Бори́сович Сюртуко́в (род. 23 мая 1963, Ярославль, РСФСР) — советский борец греко-римского стиля, тренер, серебряный призёр чемпионата СССР (1985). Мастер спорта СССР международного класса.

## Биография
Родился 23 мая 1963 года в городе Ярославль.
Греко-римской борьбой начал заниматься 1976 году. В 1980 году стал чемпионом СССР среди юношей. В 1980 г. поступил в Ярославский педагогический институт.
В 1981 году выиграл чемпионат мира среди юниоров, после чего перешёл в спортивное общество «Динамо».
Первенствовал в двух юниорских (1982, 1983) и молодёжном (1982) чемпионатах СССР, стал призером молодёжного первенства Европы 1982 (Лейпциг, Германия), победителем молодёжного первенства мира 1983 (Кристиансунн, Норвегия)
Побеждал в чемпионатах РФ и спартакиаде. В составе сборной команды СССР участвовал в международных турнирах и во всех одерживал победы. Шесть раз подтверждал звание мастера спорта международного класса.
В 1985 году выступал на чемпионате СССР среди взрослых в Красноярске, где занял второе место, обыграв в финале чемпиона Оганеса Арутюняна с разгромным счётом. Хотя преимущество над соперником и будущим победителем было 10 баллов, это не позволило Сюртукову подняться на первое место. Виной всему было досадное поражение от бронзового призёра Тимержана Калимулина. Был снят со схватки из-за нарушения (выход за ковёр правой кистью), хотя вёл по очкам.
Газета "Советский спорт":

«…Арутюнян проиграл схватку Ю. Сюртукову из Ярославля, однако запаса очков ему хватило для общей победы. Ситуация могла быть иной, если бы Сюртуков не получил штрафные очки в своём первом поединке с Т. Калимулиным из Омска. Уверен, что серебряный призёр сейчас испытывает закономерное чувство досады. Но он сам виноват. Как выяснилось, в связи с изменившимися
правилами „побег за ковёр“ судьями теперь расценивается как пассивные действия. И на этих соревнованиях впервые судеские бригады
это требование воплотили в жизнь…»
— 11 июня 1985 года

## Тренерская деятельность
Участвовал в подготовке чемпионов (Прокофьев А. В., Кряжев Е. Г., Головкин Е. Н.) и призёров мировых первенств.
Сейчас работает в родном городе тренером по греко-римской борьбе в СДЮШОР № 10 и возглавляет спортивный клуб единоборств «Александр».

## Личная жизнь
Женат, есть дочь и внук.